# Maurice Savy
Pour les articles homonymes, voir Savy.

a Compétitions nationales et continentales officielles uniquement.

b Matchs officiels uniquement.
Maurice Savy, né le 21 septembre 1906 à Gouttières (Puy-de-Dôme) et mort le 14 décembre 1991 à Clermont-Ferrand (Puy-de-Dôme), est un joueur international français de rugby à XV, ayant évolué aux postes d'arrière ou de centre.
Après avoir fait ses débuts au Stade clermontois, il quitte ce dernier en 1925 lorsque le club voisin de l'AS Montferrand accède à la première division. Avec l'AS Montferrand, il devient un cadre de l'effectif et le capitaine de l'équipe. Il remporte notamment le Challenge Yves du Manoir en 1938 et est finaliste du Championnat de France en 1936 et 1937. Il joue ses derniers matchs au club en 1944. En parallèle, il connaît cinq sélections en équipe de France entre 1931 et 1936, étant le premier montferrandais sélectionné avec le XV de France.
Après sa carrière de joueur, il devient dirigeant au sein de l'AS Montferrand et de la Fédération française de rugby.

## Biographie

### Carrière de joueur
Maurice Savy naît le 21 septembre 1906 à Gouttières dans le Puy-de-Dôme.
Son père est enseignant dans le quartier des cités Michelin de Chanteranne à Clermont-Ferrand. Là-bas, il touche ses premiers ballons et commence ensuite la pratique du rugby à XV au Stade clermontois. 
Par la suite, il entre chez Michelin, où il obtient un diplôme de comptable qui va lui servir pour sa carrière post joueur. En parallèle, il change de club et rejoint l'AS Montferrand (anciennement AS Michelin), en 1925, qui vient de gagner sa place dans l'élite après sa victoire en championnat de France de deuxième division. En octobre de cette année, il fait ses débuts avec l'AS Montferrand à l'âge de dix-neuf ans. 
Il est décrit comme étant un joueur « au physique de troisième ligne, doté du sang froid d'un joueur d'échec, avec la classe d'un international ». 
Au mois de janvier 1928, il est retenu pour la première fois en équipe de France lors de deux rencontres, contre une sélection de Nouvelle-Galles du Sud puis l'Irlande, mais étant remplaçant il n'entre pas en jeu.
Deux ans plus tard, il est convoqué pour la seconde fois mais n'entre toujours pas en jeu contre l'Angleterre.
À partir de la saison 1930-1931, il devient le capitaine de l'AS Montferrand. En 1931, il est retenu en équipe de France pour participer au Tournoi des Cinq Nations. Il est titularisé pour sa première sélection, faisant de lui le premier montferrandais capé avec le XV de France, au stade de Colombes contre l'Irlande, puis dispute les trois autres rencontres de la compétition.
Néanmoins, il doit attendre 1936 pour obtenir sa cinquième et dernière cape, contre l'Allemagne, car le XV de France est exclu du Tournoi des Cinq Nations à partir de l'édition 1932 et dispute moins de rencontres.
En 1938, il remporte le Challenge Yves du Manoir contre l'USA Perpignan, son premier titre avec l'AS Montferrand, après avoir échoué une première fois en 1935 dans cette compétition, ainsi qu'à deux reprises en finale du Championnat de France en 1936 et 1937,. Lors de ces quatre finales, les premières finales majeures atteintes par son club, il est capitaine de l'équipe,.
Pendant la Seconde Guerre mondiale, il est fait prisonnier de guerre entre 1940 et 1941.
En 1944, il met un terme à sa carrière de joueur.

### Dirigeant de l'AS Montferrand et de la FFR puis fin de vie
En 1955, il crée l'Amicale des Ex-Montferrandais avec André Francquenelle, directeur sportif du club. Au sein de l'AS Montferrand, il devient l'un des grands dirigeants du club en étant président de la section rugby de 1967 à 1973. En parallèle, il officie comme trésorier de la Fédération française de rugby (FFR) de 1966 à 1976, tout en restant commerçant, il est notamment chausseur sur la place de Jaude. De plus, il est également président du comité d'Auvergne de 1966 à 1972.
Pendant sa période au sein de la FFR, il est notamment le dirigeant qui dépose les statuts pour créer les Barbarians français, à la suite de cette idée venue de plusieurs joueurs du XV de France ayant remporté le Grand Chelem dans le Tournoi des Cinq Nations 1977.
Il meurt le 14 décembre 1991 à Clermont-Ferrand.
Dans la commune de Saint-Gervais-d'Auvergne, qui est limitrophe avec Gouttières son lieu de naissance, un EHPAD porte son nom en son honneur.

## Statistiques

### En club
- 136 matchs joués avec l'AS Montferrand de 1925 à 1944.
- 188 points inscrits dont 5 essais, 10 pénalités, 3 drops et 62 transformations.

### En équipe nationale
- 5 sélections en équipe de France entre 1931 et 1936.

## Palmarès

### En club
- Finaliste du Challenge Yves du Manoir en 1935 avec l'AS Montferrand.
- Finaliste du Championnat de France de première division en 1936 et 1937 avec l'AS Montferrand.
- Vainqueur du Challenge Yves du Manoir en 1938 avec l'AS Montferrand.

### Distinctions personnelles
- Chevalier de la Légion d'Honneur.
- Médaillé d'or de l'AS Montferrand en 1960.
- Médaillé d'or de la FIRA en 1974.